# محمد المهيني
الدكتور محمد صالح محمد المهيني من مواليد الكويت عام 1943م في حي القبلة كاتب وباحث وتربوي وسياسي كويتي
وجدير بالذكر انه ابن النوخذة صالح محمد المهيني

## تعليمه
- تلقى تعليمه الأولي في مدرسة المثنى الابتدائية - بنين - ثم في مدرسة عمر بن الخطاب - المرحلة المتوسطة.
- في عام 1963م حصل على الثانوية العامة من ثانوية الشويخ.
- حصل على بعثة لتكملة دراسته في جامعة بغداد.
- في عام 1967-1968م نال درجة الباكلوريوس في التربية وعلم النفس.
- في عام 1971م حصل على درجة الماجستير في علم الإدارة التربوية.
- في عام 1984م نال درجة الدكتوراه، وموضوع رسالته بعنوان (التعليم العام في الكويت).
- حصل على بعثة لتكملة دراسته العليا في جامعة جورج واشنطن - الأمريكية.

## عمله
- عمل مدرساً في ثانوية الشويخ حيث درَّس مادة الاجتماعيات.
- في عام 1969م عمل معيدا في جامعة الكويت
- عاد من أمريكا وعمل في جامعة الكويت - قسم التربية - كلية الآداب.
- انتقل بعدها إلى كلية التربية في أول افتتاحها عام 1980م وشغل منصب رئيس قسم الإدارة التربوية والتخطيط التربوي ولا يزال يشغل نفس المنصب.
- رئيس قسم الإدارة التربوية والتخطيط التربوي.
- شغل منصب رئيس جمعية أعضاء هيئة التدريس لعامي 1974-1975م.
- رئيس لجنة خبراء التقويم التربوي في الكويت عام 1986م.

## اشتراكاته
اشترك في عدة جمعيات نفع عام وكان عضواً فعالاً فيها.
- عضو رابطة الأدباء في مجلس الإدارة عام 1974-1975م
- عضو رابطة الاجتماعيين الكويتية - مجلس الإدارة.
- عضو الجمعية الأمريكية الإدارية PHI - DELTA - KABBA
- عضو جمعية المعلمين.
- شارك في العديد من اللجان التربوية والثقافية في الهيئات الحكومية والوزارية.
- شارك في العديد من المؤتمرات التربوية والاجتماعية والسياسية داخل الكويت وخارجها.
- كتب العديد من المقالات والبحوث في التربية والسياسة والاجتماع، نشرت في الصحف والمجلات المحلية.

## مؤلفاته
1. قضايا تربوية - صدر عام 1978م - عن الطليعة - الكويت
2. الإدارة الجامعية - صدر عام 1984م - عن مجلة الرسالة - الكويت
3. الإدارة التربوية - صدر عام 1995م - عن شركة الربيعان للنشر.

## بحوث ودراسات
1. القائد التربوي
2. الفرق بين الإدارة التربوية والإدارات الأخرى.
3. الرضى الطلابي لدى التلاميذ في مدارس الكويت.
4. الفرق بين مبدأ الانتخاب والتعيين في مدارس الكويت.
5. ثبات المعلومات في ذهن الطالب.
6. نحن وعلم النفس - مجلة البيان عام 1968-1969م سلسلة من المقالات
7. الطبقة الاجتماعية في الكويت - نشر في مجلة الطليعة - الكويت
8. معادلات لمناقشة قضايا اجتماعية وسياسية - سلسلة من المقالات نشرت في جريدة القبس - الكويت

## حياته السياسية
شارك الدكتور محمد صالح المهيني في دواوين الاثنين وكان من ضمن لجنة ال45 وأشهر من كان معه في لجنة ال45  :
1. النائب السابق مسلم البراك
2. علي محمد ثنيان الغانم
3. وزير الاعلام السابق د.سعد بن طفلة العجمي
4. د. عبيد سرور العتيبي
5. د. خالد ناصر الوسمي
6. د. يوسف حمد الإبراهيم
7. د. ناصر محمد القنور

ويذكر بأن الدكتور محمد صالح المهيني أول أستاذ في جامعة الكويت ينال ترقيته الأكاديمية من قبل القضاء الكويتي.